# Сумський порцеляновий завод
Сумський порцеляновий завод (АТЗТ «Сумський фарфоровий двір») — підприємство з виготовлення порцелянової продукції, розташоване у місті Суми.

## Історія
Будівництво фарфорового заводу в Сумах розпочалося 1963 року, і вже у травні 1965 року була випущена перша продукція (сервізи, кухлі, сувенірно-подарункові вироби). Навіть попри період створення технології й напрацювання досвіду вже в перший рік функціонування підприємства на ньому було вироблено 770 тисяч виробів.
У 1969—70 роках було здійснено реконструкцію цеху випалу й сортування виробів і у квітні 1970 року було здано в експлуатацію другу тунельну піч для другого политого випалу, в результаті чого виробнича потужність підприємства значно підвищилась і склала 11—12 млн виробів щорік.
У період 1970—1980-х років колективом заводу було здійснено велику роботу з технічного переоснащення підприємства, удосконалення технологічних процесів, освоєння нових видів продукції.
1992 року колектив підприємства оформив договір оренди державного майна, організувавши на існуючих потужностях «Сумський орендний фарфоровий завод». Ще за 2 роки (1994) після викупу колективом заводу державного майна Сумський орендний фарфоровий завод було реорганізовано у АТЗТ «Сумський фарфоровий завод». Того ж року на підприємстві показник виробництва становив 16,1 млн штук виробів.
У 2-й половині 1990-х років сумське підприємство з виробництва порцеляни, як інші подібні українські виробництва й економіку держави в цілому, поглинула глибока економічна криза, яка в першу чергу позначилась на обсягах виробництва, а значить, фінансовому становищі підприємства. Кризовий стан на АТЗТ «Сумський фарфоровий завод» тривав до 2002 року, і в цей час керівництву вдалося зберегти як потужності, так і найцінніше — колектив фахових робітників.
У середині 2000-х років Сумський фарфоровий завод стрімко нарощував втрачені обсяги виробництва, і практично відновив їх до докризових показників.
У середині 2000-х років підприємство було брендом порцелянової промисловості України, а його продукція широко відомою й експортованою за кордон — Росія, Грузія, Білорусь, Молдова, Азербайджан.

## Продукція
Виробляючи 150 найменувань порцелянової продукції, АТЗТ «Сумський фарфоровий завод» спеціалізується на випуску наступної продукції:
- чашки чайні з блюдцями;
- чашки кавові з блюдцями;
- кавові сервізи;
- тарілки дрібні і глибокі тощо.

Порцелянова продукція підприємства знаходить застосування практично у всіх сферах народного господарства. Її асортимент постійно змінюється, виходячи зі споживацьких очікувань і побажань, а також виходячи з кон'юнктури ринку.

## Керівництво
- Демура Володимир Олексійович
- Бондаренко Ігор Миколайович (2014)